# 尼勒姆河
尼勒姆河（英語：Neelum River)，又稱奇山甘加河（拉丁拼音：Kishanganga），是喀什米爾地區的一條河流，為傑赫勒姆河右岸支流。
尼勒姆河發源於印度查謨-克什米爾邦境內的克里珊薩湖。幹流先向北流，於巴杜阿布村匯集分別來自東邊及北邊的兩條支流後，轉向西流，此時河道大致在印巴控制線南側並與其平行。它在巴格托（Bagtore）附近轉向北流，穿越控制線進入巴基斯坦自由克什米爾境內。隨後於陶巴特（Taobat）轉向西流，大致在印巴控制線北側並與其平行。最終於穆扎法拉巴德注入傑赫勒姆河。
尼勒姆河幹流河長245公里，其中約50公里位於印度查謨-克什米爾邦境內，195公里位於巴基斯坦自由克什米爾境內。

## 外部連結
- Neelum Valley.zoomshare
- Neelum Valley Official （页面存档备份，存于）

Template:Kashmir Valley